# Lexby

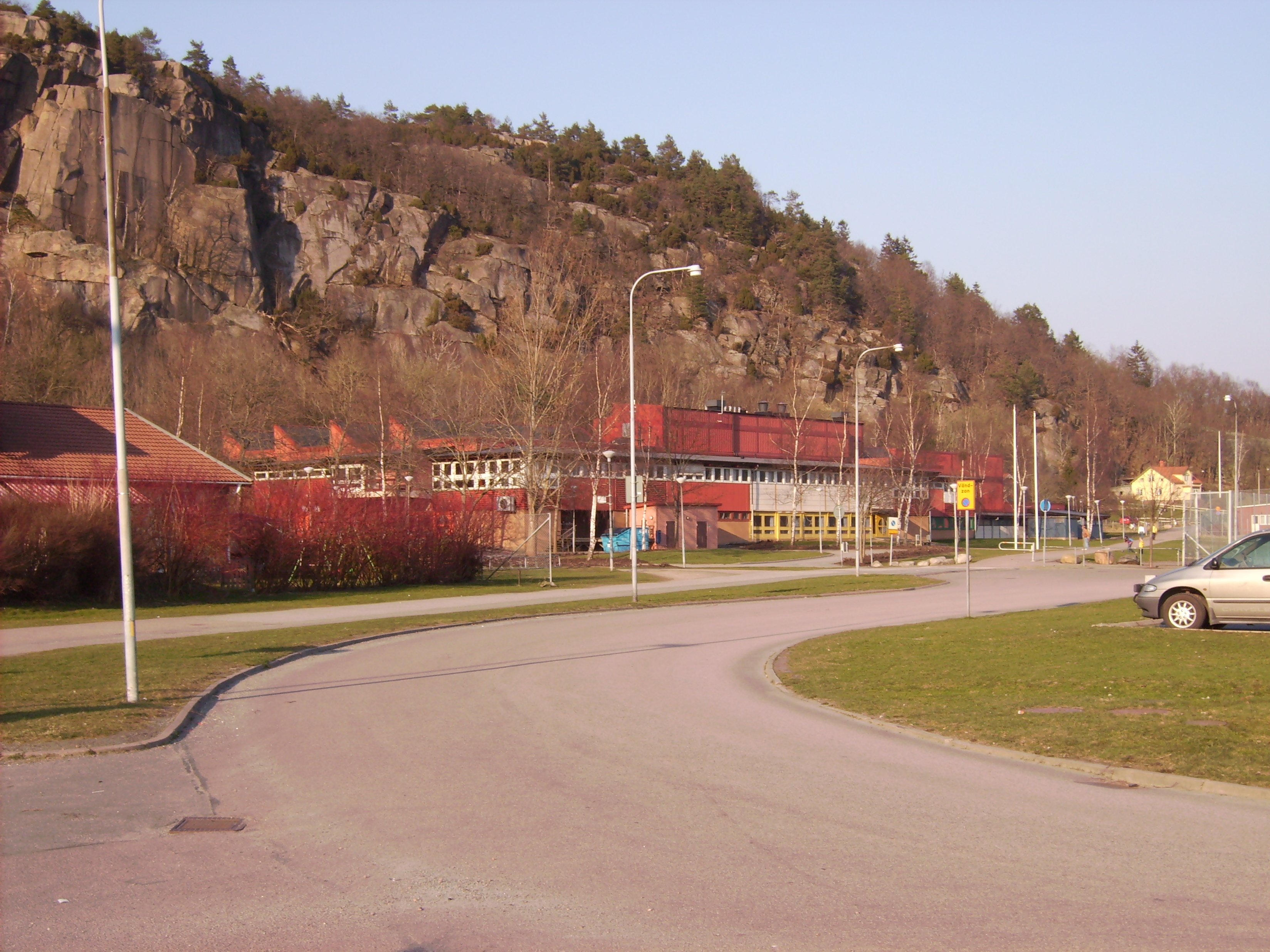
Lexby skola år 2007.

Lexby är ett område i Partille kommun. Det var tidigare landsbygd, men det kom under 1950-talet att exploateras med radhus. I slutet av 1960-talet följde ett nytt område, Vintergäcken. I området finns två grundskolor: Lillegårdsskolan och Lexbyskolan. 
I Lexby finns Lexby gård.
Partille IF och Spartacus Rugby Union Club har sina klubblokaler och hemmaplaner i Lexby.